# جوردن روبرتس
جوردن روبرتس (بالإنجليزية: Jordan Roberts)‏ (2 يناير 1993 بدورهام، إنجلترا في المملكة المتحدة - ) هو لاعب كرة قدم بريطاني في مركز الهجوم. لعب مع نادي سانت لويس وSt. Louis Lions ‏.

## وصلات خارجية
- جوردن روبرتس على موقع قاعدة بيانات كرة القدم.إي يو (الإنجليزية)
- جوردن روبرتس على موقع Soccerway.com (الإنجليزية)